# 인상 (치의학)

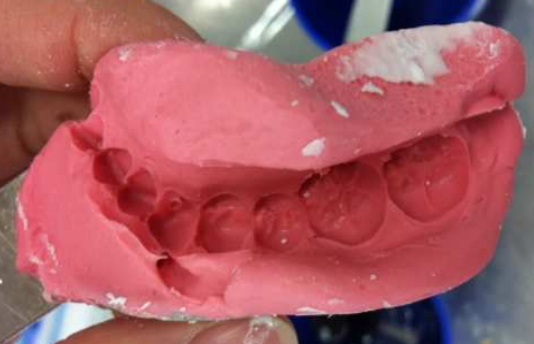
알지네이트 인상재를 이용해 채득한 인상체

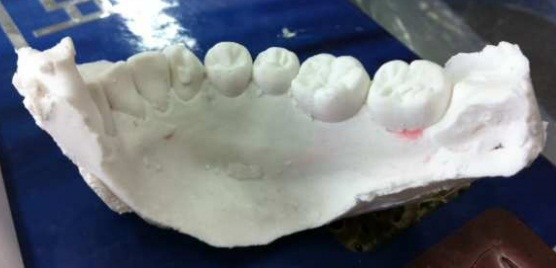
위의 인상체에 석고를 부어 만든 모형

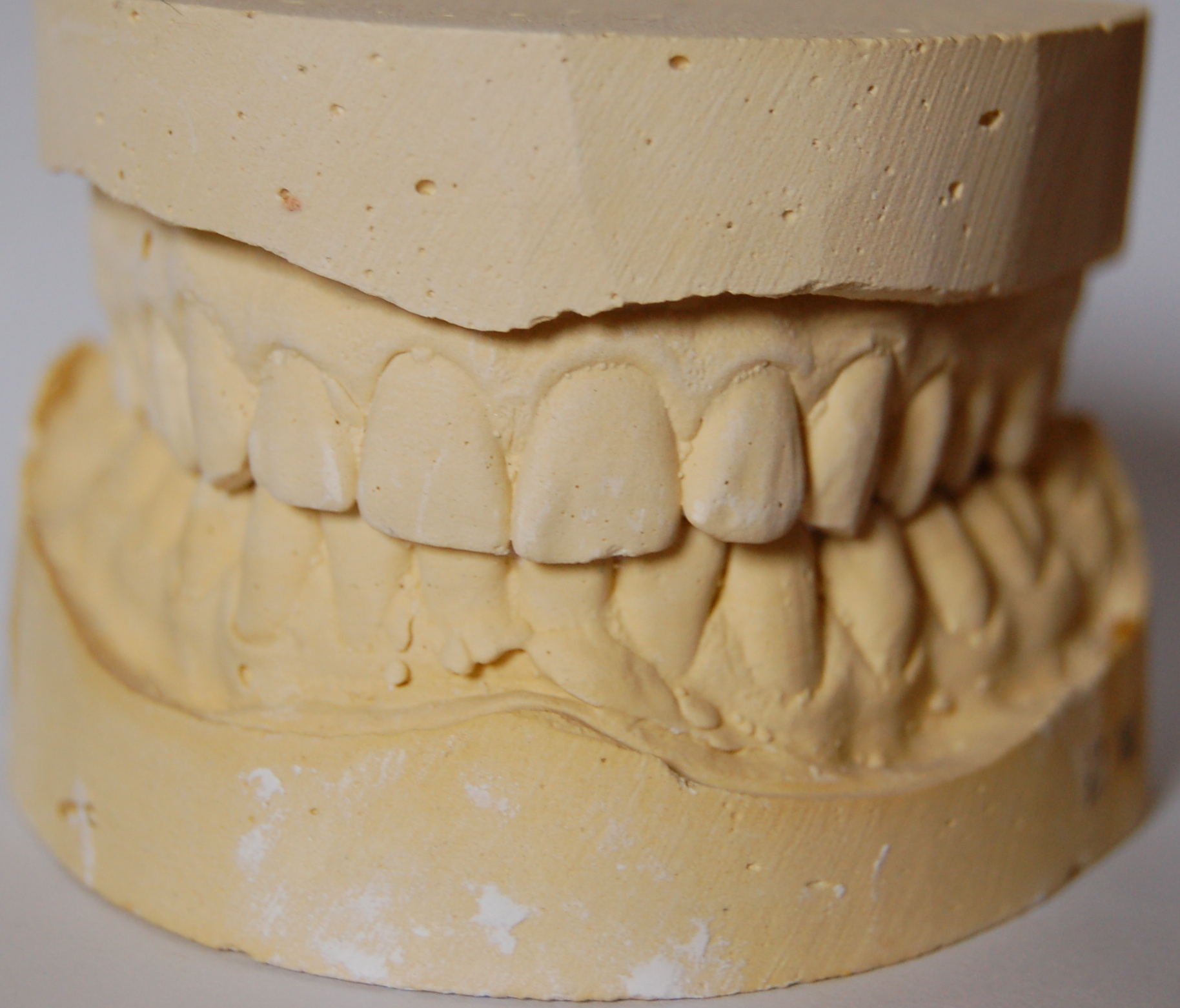
맞춤식 모형

인상(印象, impression)이란 치과 진단 및 치료를 위해 구강 내 조직의 모습을 본뜨는 과정, 혹은 그 결과물을 가리키는 말이다. 인상을 위해 사용하는 재료는 인상재(印象材, impression material)이라고 하며, 그 과정만을 의미할 때에는 인상채득(印象採得, impression taking), 결과물만을 가리킬 때에는 인상체(印象體, impression body)라고 부른다.
인상은 인공치관(크라운) 제작, 관교의치(브리지) 제작, 틀니(의치) 제작 등 각종 보철 치료나, 교정, 수복, 구강악안면외과 수술 등, 각종 치과 시술을 하기 위해 필수적인 과정이다. 전통적으로 인상은 인상재를 이용해서 채득하나, 최근에는 CAD/CAM을 이용한 디지털 인상채득 역시 개발되고 있다.
인상채득을 한 결과물인 인상체는 보통 음형인기이다. 따라서 그대로 사용하지 않고, 석고 등을 이용하여 모형(cast)을 제작한 후 이를 진단 및 치료에 사용하게 된다.

## 인상재
인상재는 인상을 채득하기 위해 사용하는 재료로, 크게 다음과 같이 분류할 수 있다.
| 분류     | 비탄력성                         | 탄력성                                                                              |
| -------- | -------------------------------- | ----------------------------------------------------------------------------------- |
| 가역성   | 인상용 컴파운드, 인상용 왁스     | 아가(agar)                                                                          |
| 비가역성 | 석고, 인상용 산화아연유지놀 연고 | 알지네이트, 고무 인상재(폴리설파이드, 부가중합형 실리콘, 축중합형 실리콘, 폴리이써) |

이 중 치과에서 가장 널리 사용하는 것은 알지네이트와 부가중합형 실리콘이다.

## 참고 문헌
- 대한치과재료학교수협의회. (2008). 치과재료학, 제 5판. 서울: 군자출판사. pp. 123-154